# Paleólogos de Monferrato
Os Paleólogos de Monferrato (em italiano Paleologi di Monferrato) foram uma dinastia italiana de origem bizantina que governaram a Marca de Monferrato entre 1305 e 1533, e cuja raiz foram os imperadores bizantinos da dinastia paleóloga.

## Origens
Os marqueses de Monferrato da dinastia Aleramici participaram ativamente nas cruzadas dos séculos XII e XIII, tendo governado diversos estados latinos do levante (como o Condado de Jafa e Ascalão e o Senhorio de Tiro) chegando até a ocupar os tronos do Reino de Jerusalém (Balduíno V) e do Reino de Salonica (Bonifácio I e Demétrio I).
Diversos foram os casamentos com dinastias locais, nomeadamente as de origem bizantina, como forma de estabelecer alianças e/ou aumentar influência e património.
Uma das trinetas do rei Bonifácio I de Salonica, filha do marquês Guilherme VII, Iolanda (ou Violante) do Monferrato, (Casale Monferrato, 1274 - Constantinopla, 1317), casou com o imperador Andrónico II Paleólogo sendo rebatizada, no rito ortodoxo, com o nome de Irene de Monferrato. É neste casamento que têm origem os Paleólogos do Monferrato, um ramo mais novo daquela família bizantina.

## Governo do Monferrato
Quando em 1305 o marquês de Monferrato, João I, morreu sem descendência, foi o seu sobrinho Teodoro Paleólogo (filho do imperador Andrónico II e de sua irmã Iolanda/Irene) quem herdou o marquesado italiano. Pela primeira vez uma família originária do levante governava um estado ocidental.
Teodoro embarcou para Gênova em 1306 e, no ano seguinte, casou-se com Argentina Spínola, filha do magnata genovês Opicino Spínola, "capitani del popolo" (co-governante) da República de Gênova. Spínola usou toda a sua riqueza para apoiar Teodoro na sua reivindicação sobre Monferrato.
O adversário de Teodoro era Manfredo IV, Marquês de Salluzzo, um ramo colateral dos Aleramici. Também os Saboia reivindicavam a coroa do Monferrato, quer pela vizinhança e ambição territorial, quer pelas alianças matrimoniais que ligavam as duas dinastias (muitos marqueses do Monferrato tinham consortes de Saboia). Por fim, também Carlos II de Anjou, Rei de Nápoles  reivindicou a marca
Mas, gradualmente, Teodoro acabou por se sobrepor aos seus adversários, controlando todo o território e assegurando para si a coroa do estado, com a investidura do imperador Henrique VII, em 1310.

## Extinção
Apesar deste ramo dos Paleólogos ter sobrevivido ao ramo imperial de Constantinopla, também eles acabaram por se extinguir em 1533, quando o último marquês paleólogo, João Jorge morreu sem descendência. A sua sobrinha e herdeira, Margarida Paleóloga, casada com Frederico II Gonzaga, Duque de Mântua, transmitiu o estado e, assim, o Monferrato foi incorporado no património dos Gonzaga que passraam a controlar os dois estados do norte da península Itálica.
Mais tarde, com a extinção também da família Gonzaga, a sucessão passou para os duques da Lorena, cujo chefe veio a ser o progenitor dos imperadores Habsburgo-Lorena da Áustria.

## Lista dos marqueses Paleólogos
- Teodoro I (1306 - 1338)
- João II (1338 - 1372)
- Otão III (1372 - 1378)
- João III (1378 - 1381)
- Teodoro II (1381 - 1418)
- João Jaime (1418 - 1445)
- João IV (1445 - 1464)
- Guilherme VIII (1464 - 1483)
- Bonifácio III (1483  -1494)
- Guilherme IX (1494 - 1518)
- Bonifácio IV (1518 - 1530)
- João Jorge (1530 - 1533)

## Brasão
| Imagem | Descrição |
| ------ | --- |
|        | Paleólogos de Monferrato Marqueses Soberanos de Monferrato O brasão dos Paleólogos do Monferrato faz referência às suas origens familiares incluindo a Águia bicéfala dos imperadores bizantinos (I), o Reino de Jerusalém (II), eventuais origens germânicas (Saxónia e Bar) (III) e a Cruz Bizantina dos Paleólogos (IV), tendo, no topo, o tradicional brasão do Monferrato. A sua descrição heráldica é : . |

## Árvore genealógica
Esta árvore genealógica encontra-se simplificada incluindo apenas os membros mais relevantes da família.
|                                                   |                                                   |                                                             |                                                             |                                                             |                                                             |                                                             |                                                             |                                                         |                                                         |                                                          |                                                          |                                                               |                                                               |                                                                 |                                                                 |                                                                  |                                                                  |                                                                  |                                                                  |                                                                  |                                                                  |                                                        |                                                        |                                                                        |                                                                        |                                                                        |                                                                        |                                                                        |                                                                        |                                                                     |                                                                     |  |  |                                                                                          |                                                                                          |                                                                                          |                                                                                          |                                                                                          |                                                                                          |  |  |  |  |  |  |  |  |  |  |  |  |  |  |  |  |  |  |  |  |  |  |  |  |  |  |
|                                                   |                                                   |                                                             |                                                             |                                                             |                                                             |                                                             |                                                             |                                                         |                                                         |                                                          |                                                          |                                                               |                                                               |                                                                 |                                                                 |                                                                  |                                                                  |                                                                  |                                                                  |                                                                  |                                                                  |                                                        |                                                        |                                                                        |                                                                        |                                                                        |                                                                        |                                                                        |                                                                        |                                                                     |                                                                     |  |  |                                                                                          |                                                                                          |                                                                                          |                                                                                          |                                                                                          |                                                                                          |  |  |  |  |  |  |  |  |  |  |  |  |  |  |  |  |  |  |  |  |  |  |  |  |  |  |
| Ana da Hungria filha do rei Estêvão V [1260-1281] | Ana da Hungria filha do rei Estêvão V [1260-1281] | Ana da Hungria filha do rei Estêvão V [1260-1281]           | Ana da Hungria filha do rei Estêvão V [1260-1281]           | Ana da Hungria filha do rei Estêvão V [1260-1281]           | Ana da Hungria filha do rei Estêvão V [1260-1281]           |                                                             |                                                             | Andrónico II Paleólogo [1259-1332] Imperador Bizantino  | Andrónico II Paleólogo [1259-1332] Imperador Bizantino  | Andrónico II Paleólogo [1259-1332] Imperador Bizantino   | Andrónico II Paleólogo [1259-1332] Imperador Bizantino   | Andrónico II Paleólogo [1259-1332] Imperador Bizantino        | Andrónico II Paleólogo [1259-1332] Imperador Bizantino        |                                                                 |                                                                 | Irene de Monferrato (Yolanda) [1274-1317] herdeira do Monferrato | Irene de Monferrato (Yolanda) [1274-1317] herdeira do Monferrato | Irene de Monferrato (Yolanda) [1274-1317] herdeira do Monferrato | Irene de Monferrato (Yolanda) [1274-1317] herdeira do Monferrato | Irene de Monferrato (Yolanda) [1274-1317] herdeira do Monferrato | Irene de Monferrato (Yolanda) [1274-1317] herdeira do Monferrato |                                                        |                                                        | João I (Giovanni) [1277-1305] Marquês de Monferrato (sem descendência) | João I (Giovanni) [1277-1305] Marquês de Monferrato (sem descendência) | João I (Giovanni) [1277-1305] Marquês de Monferrato (sem descendência) | João I (Giovanni) [1277-1305] Marquês de Monferrato (sem descendência) | João I (Giovanni) [1277-1305] Marquês de Monferrato (sem descendência) | João I (Giovanni) [1277-1305] Marquês de Monferrato (sem descendência) |                                                                     |                                                                     |  |  |                                                                                          |                                                                                          |                                                                                          |                                                                                          |                                                                                          |                                                                                          |  |  |  |  |  |  |  |  |  |  |  |  |  |  |  |  |  |  |  |  |  |  |  |  |  |  |
| Ana da Hungria filha do rei Estêvão V [1260-1281] | Ana da Hungria filha do rei Estêvão V [1260-1281] | Ana da Hungria filha do rei Estêvão V [1260-1281]           | Ana da Hungria filha do rei Estêvão V [1260-1281]           | Ana da Hungria filha do rei Estêvão V [1260-1281]           | Ana da Hungria filha do rei Estêvão V [1260-1281]           |                                                             |                                                             | Andrónico II Paleólogo [1259-1332] Imperador Bizantino  | Andrónico II Paleólogo [1259-1332] Imperador Bizantino  | Andrónico II Paleólogo [1259-1332] Imperador Bizantino   | Andrónico II Paleólogo [1259-1332] Imperador Bizantino   | Andrónico II Paleólogo [1259-1332] Imperador Bizantino        | Andrónico II Paleólogo [1259-1332] Imperador Bizantino        |                                                                 |                                                                 | Irene de Monferrato (Yolanda) [1274-1317] herdeira do Monferrato | Irene de Monferrato (Yolanda) [1274-1317] herdeira do Monferrato | Irene de Monferrato (Yolanda) [1274-1317] herdeira do Monferrato | Irene de Monferrato (Yolanda) [1274-1317] herdeira do Monferrato | Irene de Monferrato (Yolanda) [1274-1317] herdeira do Monferrato | Irene de Monferrato (Yolanda) [1274-1317] herdeira do Monferrato |                                                        |                                                        | João I (Giovanni) [1277-1305] Marquês de Monferrato (sem descendência) | João I (Giovanni) [1277-1305] Marquês de Monferrato (sem descendência) | João I (Giovanni) [1277-1305] Marquês de Monferrato (sem descendência) | João I (Giovanni) [1277-1305] Marquês de Monferrato (sem descendência) | João I (Giovanni) [1277-1305] Marquês de Monferrato (sem descendência) | João I (Giovanni) [1277-1305] Marquês de Monferrato (sem descendência) |                                                                     |                                                                     |  |  |                                                                                          |                                                                                          |                                                                                          |                                                                                          |                                                                                          |                                                                                          |  |  |  |  |  |  |  |  |  |  |  |  |  |  |  |  |  |  |  |  |  |  |  |  |  |  |
|                                                   |                                                   |                                                             |                                                             |                                                             |                                                             |                                                             |                                                             |                                                         |                                                         |                                                          |                                                          |                                                               |                                                               |                                                                 |                                                                 |                                                                  |                                                                  |                                                                  |                                                                  |                                                                  |                                                                  |                                                        |                                                        |                                                                        |                                                                        |                                                                        |                                                                        |                                                                        |                                                                        |                                                                     |                                                                     |  |  |                                                                                          |                                                                                          |                                                                                          |                                                                                          |                                                                                          |                                                                                          |  |  |  |  |  |  |  |  |  |  |  |  |  |  |  |  |  |  |  |  |  |  |  |  |  |  |
|                                                   |                                                   |                                                             |                                                             | Miguel IX [1277-1320] Imperador Bizantino                   | Miguel IX [1277-1320] Imperador Bizantino                   | Miguel IX [1277-1320] Imperador Bizantino                   | Miguel IX [1277-1320] Imperador Bizantino                   | Miguel IX [1277-1320] Imperador Bizantino               | Miguel IX [1277-1320] Imperador Bizantino               |                                                          |                                                          | Teodoro I (Teodoro) [1291-1338] Marquês de Monferrato em 1305 | Teodoro I (Teodoro) [1291-1338] Marquês de Monferrato em 1305 | Teodoro I (Teodoro) [1291-1338] Marquês de Monferrato em 1305   | Teodoro I (Teodoro) [1291-1338] Marquês de Monferrato em 1305   | Teodoro I (Teodoro) [1291-1338] Marquês de Monferrato em 1305    | Teodoro I (Teodoro) [1291-1338] Marquês de Monferrato em 1305    |                                                                  |                                                                  |                                                                  |                                                                  |                                                        |                                                        |                                                                        |                                                                        |                                                                        |                                                                        |                                                                        |                                                                        |                                                                     |                                                                     |  |  |                                                                                          |                                                                                          |                                                                                          |                                                                                          |                                                                                          |                                                                                          |  |  |  |  |  |  |  |  |  |  |  |  |  |  |  |  |  |  |  |  |  |  |  |  |  |  |
|                                                   |                                                   |                                                             |                                                             | Miguel IX [1277-1320] Imperador Bizantino                   | Miguel IX [1277-1320] Imperador Bizantino                   | Miguel IX [1277-1320] Imperador Bizantino                   | Miguel IX [1277-1320] Imperador Bizantino                   | Miguel IX [1277-1320] Imperador Bizantino               | Miguel IX [1277-1320] Imperador Bizantino               |                                                          |                                                          | Teodoro I (Teodoro) [1291-1338] Marquês de Monferrato em 1305 | Teodoro I (Teodoro) [1291-1338] Marquês de Monferrato em 1305 | Teodoro I (Teodoro) [1291-1338] Marquês de Monferrato em 1305   | Teodoro I (Teodoro) [1291-1338] Marquês de Monferrato em 1305   | Teodoro I (Teodoro) [1291-1338] Marquês de Monferrato em 1305    | Teodoro I (Teodoro) [1291-1338] Marquês de Monferrato em 1305    |                                                                  |                                                                  |                                                                  |                                                                  |                                                        |                                                        |                                                                        |                                                                        |                                                                        |                                                                        |                                                                        |                                                                        |                                                                     |                                                                     |  |  |                                                                                          |                                                                                          |                                                                                          |                                                                                          |                                                                                          |                                                                                          |  |  |  |  |  |  |  |  |  |  |  |  |  |  |  |  |  |  |  |  |  |  |  |  |  |  |
|                                                   |                                                   |                                                             |                                                             | Paleólogos ramo Imperial                                    | Paleólogos ramo Imperial                                    | Paleólogos ramo Imperial                                    | Paleólogos ramo Imperial                                    | Paleólogos ramo Imperial                                | Paleólogos ramo Imperial                                |                                                          |                                                          | João II (Giovanni) [1313.1372] Marquês de Monferrato          | João II (Giovanni) [1313.1372] Marquês de Monferrato          | João II (Giovanni) [1313.1372] Marquês de Monferrato            | João II (Giovanni) [1313.1372] Marquês de Monferrato            | João II (Giovanni) [1313.1372] Marquês de Monferrato             | João II (Giovanni) [1313.1372] Marquês de Monferrato             |                                                                  |                                                                  |                                                                  |                                                                  |                                                        |                                                        |                                                                        |                                                                        |                                                                        |                                                                        |                                                                        |                                                                        |                                                                     |                                                                     |  |  |                                                                                          |                                                                                          |                                                                                          |                                                                                          |                                                                                          |                                                                                          |  |  |  |  |  |  |  |  |  |  |  |  |  |  |  |  |  |  |  |  |  |  |  |  |  |  |
|                                                   |                                                   |                                                             |                                                             | Paleólogos ramo Imperial                                    | Paleólogos ramo Imperial                                    | Paleólogos ramo Imperial                                    | Paleólogos ramo Imperial                                    | Paleólogos ramo Imperial                                | Paleólogos ramo Imperial                                |                                                          |                                                          | João II (Giovanni) [1313.1372] Marquês de Monferrato          | João II (Giovanni) [1313.1372] Marquês de Monferrato          | João II (Giovanni) [1313.1372] Marquês de Monferrato            | João II (Giovanni) [1313.1372] Marquês de Monferrato            | João II (Giovanni) [1313.1372] Marquês de Monferrato             | João II (Giovanni) [1313.1372] Marquês de Monferrato             |                                                                  |                                                                  |                                                                  |                                                                  |                                                        |                                                        |                                                                        |                                                                        |                                                                        |                                                                        |                                                                        |                                                                        |                                                                     |                                                                     |  |  |                                                                                          |                                                                                          |                                                                                          |                                                                                          |                                                                                          |                                                                                          |  |  |  |  |  |  |  |  |  |  |  |  |  |  |  |  |  |  |  |  |  |  |  |  |  |  |
|                                                   |                                                   |                                                             |                                                             |                                                             |                                                             |                                                             |                                                             |                                                         |                                                         |                                                          |                                                          |                                                               |                                                               |                                                                 |                                                                 |                                                                  |                                                                  |                                                                  |                                                                  |                                                                  |                                                                  |                                                        |                                                        |                                                                        |                                                                        |                                                                        |                                                                        |                                                                        |                                                                        |                                                                     |                                                                     |  |  |                                                                                          |                                                                                          |                                                                                          |                                                                                          |                                                                                          |                                                                                          |  |  |  |  |  |  |  |  |  |  |  |  |  |  |  |  |  |  |  |  |  |  |  |  |  |  |
|                                                   |                                                   |                                                             |                                                             |                                                             |                                                             |                                                             |                                                             |                                                         |                                                         |                                                          |                                                          |                                                               |                                                               |                                                                 |                                                                 |                                                                  |                                                                  |                                                                  |                                                                  |                                                                  |                                                                  |                                                        |                                                        |                                                                        |                                                                        |                                                                        |                                                                        |                                                                        |                                                                        |                                                                     |                                                                     |  |  |                                                                                          |                                                                                          |                                                                                          |                                                                                          |                                                                                          |                                                                                          |  |  |  |  |  |  |  |  |  |  |  |  |  |  |  |  |  |  |  |  |  |  |  |  |  |  |
|                                                   |                                                   |                                                             |                                                             | Otão III (Secondotto) [1360-1378] Marquês de Monferrato     | Otão III (Secondotto) [1360-1378] Marquês de Monferrato     | Otão III (Secondotto) [1360-1378] Marquês de Monferrato     | Otão III (Secondotto) [1360-1378] Marquês de Monferrato     | Otão III (Secondotto) [1360-1378] Marquês de Monferrato | Otão III (Secondotto) [1360-1378] Marquês de Monferrato |                                                          |                                                          | João III (Giovanni) [1362-1381] Marquês de Monferrato         | João III (Giovanni) [1362-1381] Marquês de Monferrato         | João III (Giovanni) [1362-1381] Marquês de Monferrato           | João III (Giovanni) [1362-1381] Marquês de Monferrato           | João III (Giovanni) [1362-1381] Marquês de Monferrato            | João III (Giovanni) [1362-1381] Marquês de Monferrato            |                                                                  |                                                                  | Teodoro II (Teodoro) [1364-1418] Marquês de Monferrato           | Teodoro II (Teodoro) [1364-1418] Marquês de Monferrato           | Teodoro II (Teodoro) [1364-1418] Marquês de Monferrato | Teodoro II (Teodoro) [1364-1418] Marquês de Monferrato | Teodoro II (Teodoro) [1364-1418] Marquês de Monferrato                 | Teodoro II (Teodoro) [1364-1418] Marquês de Monferrato                 |                                                                        |                                                                        |                                                                        |                                                                        |                                                                     |                                                                     |  |  |                                                                                          |                                                                                          |                                                                                          |                                                                                          |                                                                                          |                                                                                          |  |  |  |  |  |  |  |  |  |  |  |  |  |  |  |  |  |  |  |  |  |  |  |  |  |  |
|                                                   |                                                   |                                                             |                                                             | Otão III (Secondotto) [1360-1378] Marquês de Monferrato     | Otão III (Secondotto) [1360-1378] Marquês de Monferrato     | Otão III (Secondotto) [1360-1378] Marquês de Monferrato     | Otão III (Secondotto) [1360-1378] Marquês de Monferrato     | Otão III (Secondotto) [1360-1378] Marquês de Monferrato | Otão III (Secondotto) [1360-1378] Marquês de Monferrato |                                                          |                                                          | João III (Giovanni) [1362-1381] Marquês de Monferrato         | João III (Giovanni) [1362-1381] Marquês de Monferrato         | João III (Giovanni) [1362-1381] Marquês de Monferrato           | João III (Giovanni) [1362-1381] Marquês de Monferrato           | João III (Giovanni) [1362-1381] Marquês de Monferrato            | João III (Giovanni) [1362-1381] Marquês de Monferrato            |                                                                  |                                                                  | Teodoro II (Teodoro) [1364-1418] Marquês de Monferrato           | Teodoro II (Teodoro) [1364-1418] Marquês de Monferrato           | Teodoro II (Teodoro) [1364-1418] Marquês de Monferrato | Teodoro II (Teodoro) [1364-1418] Marquês de Monferrato | Teodoro II (Teodoro) [1364-1418] Marquês de Monferrato                 | Teodoro II (Teodoro) [1364-1418] Marquês de Monferrato                 |                                                                        |                                                                        |                                                                        |                                                                        |                                                                     |                                                                     |  |  |                                                                                          |                                                                                          |                                                                                          |                                                                                          |                                                                                          |                                                                                          |  |  |  |  |  |  |  |  |  |  |  |  |  |  |  |  |  |  |  |  |  |  |  |  |  |  |
|                                                   |                                                   |                                                             |                                                             |                                                             |                                                             |                                                             |                                                             |                                                         |                                                         |                                                          |                                                          |                                                               |                                                               |                                                                 |                                                                 |                                                                  |                                                                  |                                                                  |                                                                  |                                                                  |                                                                  |                                                        |                                                        |                                                                        |                                                                        |                                                                        |                                                                        |                                                                        |                                                                        |                                                                     |                                                                     |  |  |                                                                                          |                                                                                          |                                                                                          |                                                                                          |                                                                                          |                                                                                          |  |  |  |  |  |  |  |  |  |  |  |  |  |  |  |  |  |  |  |  |  |  |  |  |  |  |
|                                                   |                                                   |                                                             |                                                             |                                                             |                                                             |                                                             |                                                             |                                                         |                                                         |                                                          |                                                          |                                                               |                                                               | João Jaime (Giovanni Giacomo) [1395-1445] Marquês de Monferrato | João Jaime (Giovanni Giacomo) [1395-1445] Marquês de Monferrato | João Jaime (Giovanni Giacomo) [1395-1445] Marquês de Monferrato  | João Jaime (Giovanni Giacomo) [1395-1445] Marquês de Monferrato  | João Jaime (Giovanni Giacomo) [1395-1445] Marquês de Monferrato  | João Jaime (Giovanni Giacomo) [1395-1445] Marquês de Monferrato  |                                                                  |                                                                  |                                                        |                                                        |                                                                        |                                                                        | Sofia (Sophia) [1496-1434]                                             | Sofia (Sophia) [1496-1434]                                             | Sofia (Sophia) [1496-1434]                                             | Sofia (Sophia) [1496-1434]                                             | Sofia (Sophia) [1496-1434]                                          | Sofia (Sophia) [1496-1434]                                          |  |  | João VIII Paleólogo [1392-1448] Imperador Bizantino                                      | João VIII Paleólogo [1392-1448] Imperador Bizantino                                      | João VIII Paleólogo [1392-1448] Imperador Bizantino                                      | João VIII Paleólogo [1392-1448] Imperador Bizantino                                      | João VIII Paleólogo [1392-1448] Imperador Bizantino                                      | João VIII Paleólogo [1392-1448] Imperador Bizantino                                      |  |  |  |  |  |  |  |  |  |  |  |  |  |  |  |  |  |  |  |  |  |  |  |  |  |  |
|                                                   |                                                   |                                                             |                                                             |                                                             |                                                             |                                                             |                                                             |                                                         |                                                         |                                                          |                                                          |                                                               |                                                               | João Jaime (Giovanni Giacomo) [1395-1445] Marquês de Monferrato | João Jaime (Giovanni Giacomo) [1395-1445] Marquês de Monferrato | João Jaime (Giovanni Giacomo) [1395-1445] Marquês de Monferrato  | João Jaime (Giovanni Giacomo) [1395-1445] Marquês de Monferrato  | João Jaime (Giovanni Giacomo) [1395-1445] Marquês de Monferrato  | João Jaime (Giovanni Giacomo) [1395-1445] Marquês de Monferrato  |                                                                  |                                                                  |                                                        |                                                        |                                                                        |                                                                        | Sofia (Sophia) [1496-1434]                                             | Sofia (Sophia) [1496-1434]                                             | Sofia (Sophia) [1496-1434]                                             | Sofia (Sophia) [1496-1434]                                             | Sofia (Sophia) [1496-1434]                                          | Sofia (Sophia) [1496-1434]                                          |  |  | João VIII Paleólogo [1392-1448] Imperador Bizantino                                      | João VIII Paleólogo [1392-1448] Imperador Bizantino                                      | João VIII Paleólogo [1392-1448] Imperador Bizantino                                      | João VIII Paleólogo [1392-1448] Imperador Bizantino                                      | João VIII Paleólogo [1392-1448] Imperador Bizantino                                      | João VIII Paleólogo [1392-1448] Imperador Bizantino                                      |  |  |  |  |  |  |  |  |  |  |  |  |  |  |  |  |  |  |  |  |  |  |  |  |  |  |
|                                                   |                                                   |                                                             |                                                             |                                                             |                                                             |                                                             |                                                             |                                                         |                                                         |                                                          |                                                          |                                                               |                                                               |                                                                 |                                                                 |                                                                  |                                                                  |                                                                  |                                                                  |                                                                  |                                                                  |                                                        |                                                        |                                                                        |                                                                        |                                                                        |                                                                        |                                                                        |                                                                        |                                                                     |                                                                     |  |  |                                                                                          |                                                                                          |                                                                                          |                                                                                          |                                                                                          |                                                                                          |  |  |  |  |  |  |  |  |  |  |  |  |  |  |  |  |  |  |  |  |  |  |  |  |  |  |
|                                                   |                                                   |                                                             |                                                             |                                                             |                                                             |                                                             |                                                             |                                                         |                                                         |                                                          |                                                          |                                                               |                                                               |                                                                 |                                                                 |                                                                  |                                                                  |                                                                  |                                                                  |                                                                  |                                                                  |                                                        |                                                        |                                                                        |                                                                        |                                                                        |                                                                        |                                                                        |                                                                        |                                                                     |                                                                     |  |  |                                                                                          |                                                                                          |                                                                                          |                                                                                          |                                                                                          |                                                                                          |  |  |  |  |  |  |  |  |  |  |  |  |  |  |  |  |  |  |  |  |  |  |  |  |  |  |
|                                                   |                                                   |                                                             |                                                             |                                                             |                                                             |                                                             |                                                             |                                                         |                                                         |                                                          |                                                          |                                                               |                                                               |                                                                 |                                                                 |                                                                  |                                                                  |                                                                  |                                                                  |                                                                  |                                                                  |                                                        |                                                        |                                                                        |                                                                        |                                                                        |                                                                        |                                                                        |                                                                        |                                                                     |                                                                     |  |  |                                                                                          |                                                                                          |                                                                                          |                                                                                          |                                                                                          |                                                                                          |  |  |  |  |  |  |  |  |  |  |  |  |  |  |  |  |  |  |  |  |  |  |  |  |  |  |
|                                                   |                                                   | João IV (Giovanni) [1414-1464] Marquês de Monferrato        | João IV (Giovanni) [1414-1464] Marquês de Monferrato        | João IV (Giovanni) [1414-1464] Marquês de Monferrato        | João IV (Giovanni) [1414-1464] Marquês de Monferrato        | João IV (Giovanni) [1414-1464] Marquês de Monferrato        | João IV (Giovanni) [1414-1464] Marquês de Monferrato        |                                                         |                                                         |                                                          |                                                          |                                                               |                                                               | Guilherme VIII (Guglielmo) (1420-1483) Marquês de Monferrato    | Guilherme VIII (Guglielmo) (1420-1483) Marquês de Monferrato    | Guilherme VIII (Guglielmo) (1420-1483) Marquês de Monferrato     | Guilherme VIII (Guglielmo) (1420-1483) Marquês de Monferrato     | Guilherme VIII (Guglielmo) (1420-1483) Marquês de Monferrato     | Guilherme VIII (Guglielmo) (1420-1483) Marquês de Monferrato     |                                                                  |                                                                  |                                                        |                                                        |                                                                        |                                                                        | Bonifácio III (Bonifacio) [1424-1494] Marquês de Monferrato            | Bonifácio III (Bonifacio) [1424-1494] Marquês de Monferrato            | Bonifácio III (Bonifacio) [1424-1494] Marquês de Monferrato            | Bonifácio III (Bonifacio) [1424-1494] Marquês de Monferrato            | Bonifácio III (Bonifacio) [1424-1494] Marquês de Monferrato         | Bonifácio III (Bonifacio) [1424-1494] Marquês de Monferrato         |  |  | Teodoro (Teodoro) [1425-1484] Cardeal il cardinale Monferrato                            | Teodoro (Teodoro) [1425-1484] Cardeal il cardinale Monferrato                            | Teodoro (Teodoro) [1425-1484] Cardeal il cardinale Monferrato                            | Teodoro (Teodoro) [1425-1484] Cardeal il cardinale Monferrato                            | Teodoro (Teodoro) [1425-1484] Cardeal il cardinale Monferrato                            | Teodoro (Teodoro) [1425-1484] Cardeal il cardinale Monferrato                            |  |  |  |  |  |  |  |  |  |  |  |  |  |  |  |  |  |  |  |  |  |  |  |  |  |  |
|                                                   |                                                   | João IV (Giovanni) [1414-1464] Marquês de Monferrato        | João IV (Giovanni) [1414-1464] Marquês de Monferrato        | João IV (Giovanni) [1414-1464] Marquês de Monferrato        | João IV (Giovanni) [1414-1464] Marquês de Monferrato        | João IV (Giovanni) [1414-1464] Marquês de Monferrato        | João IV (Giovanni) [1414-1464] Marquês de Monferrato        |                                                         |                                                         |                                                          |                                                          |                                                               |                                                               | Guilherme VIII (Guglielmo) (1420-1483) Marquês de Monferrato    | Guilherme VIII (Guglielmo) (1420-1483) Marquês de Monferrato    | Guilherme VIII (Guglielmo) (1420-1483) Marquês de Monferrato     | Guilherme VIII (Guglielmo) (1420-1483) Marquês de Monferrato     | Guilherme VIII (Guglielmo) (1420-1483) Marquês de Monferrato     | Guilherme VIII (Guglielmo) (1420-1483) Marquês de Monferrato     |                                                                  |                                                                  |                                                        |                                                        |                                                                        |                                                                        | Bonifácio III (Bonifacio) [1424-1494] Marquês de Monferrato            | Bonifácio III (Bonifacio) [1424-1494] Marquês de Monferrato            | Bonifácio III (Bonifacio) [1424-1494] Marquês de Monferrato            | Bonifácio III (Bonifacio) [1424-1494] Marquês de Monferrato            | Bonifácio III (Bonifacio) [1424-1494] Marquês de Monferrato         | Bonifácio III (Bonifacio) [1424-1494] Marquês de Monferrato         |  |  | Teodoro (Teodoro) [1425-1484] Cardeal il cardinale Monferrato                            | Teodoro (Teodoro) [1425-1484] Cardeal il cardinale Monferrato                            | Teodoro (Teodoro) [1425-1484] Cardeal il cardinale Monferrato                            | Teodoro (Teodoro) [1425-1484] Cardeal il cardinale Monferrato                            | Teodoro (Teodoro) [1425-1484] Cardeal il cardinale Monferrato                            | Teodoro (Teodoro) [1425-1484] Cardeal il cardinale Monferrato                            |  |  |  |  |  |  |  |  |  |  |  |  |  |  |  |  |  |  |  |  |  |  |  |  |  |  |
|                                                   |                                                   |                                                             |                                                             |                                                             |                                                             |                                                             |                                                             |                                                         |                                                         |                                                          |                                                          |                                                               |                                                               |                                                                 |                                                                 |                                                                  |                                                                  |                                                                  |                                                                  |                                                                  |                                                                  |                                                        |                                                        |                                                                        |                                                                        |                                                                        |                                                                        |                                                                        |                                                                        |                                                                     |                                                                     |  |  |                                                                                          |                                                                                          |                                                                                          |                                                                                          |                                                                                          |                                                                                          |  |  |  |  |  |  |  |  |  |  |  |  |  |  |  |  |  |  |  |  |  |  |  |  |  |  |
|                                                   |                                                   |                                                             |                                                             |                                                             |                                                             |                                                             |                                                             |                                                         |                                                         |                                                          |                                                          |                                                               |                                                               |                                                                 |                                                                 |                                                                  |                                                                  |                                                                  |                                                                  |                                                                  |                                                                  |                                                        |                                                        |                                                                        |                                                                        |                                                                        |                                                                        |                                                                        |                                                                        |                                                                     |                                                                     |  |  |                                                                                          |                                                                                          |                                                                                          |                                                                                          |                                                                                          |                                                                                          |  |  |  |  |  |  |  |  |  |  |  |  |  |  |  |  |  |  |  |  |  |  |  |  |  |  |
|                                                   |                                                   | Cipião (Scipione) [1463-1485] filho ilegítimo (assassinado) | Cipião (Scipione) [1463-1485] filho ilegítimo (assassinado) | Cipião (Scipione) [1463-1485] filho ilegítimo (assassinado) | Cipião (Scipione) [1463-1485] filho ilegítimo (assassinado) | Cipião (Scipione) [1463-1485] filho ilegítimo (assassinado) | Cipião (Scipione) [1463-1485] filho ilegítimo (assassinado) |                                                         |                                                         | Joana (Giovanna) [1466-1490] c.c/ Ludovico II de Saluzzo | Joana (Giovanna) [1466-1490] c.c/ Ludovico II de Saluzzo | Joana (Giovanna) [1466-1490] c.c/ Ludovico II de Saluzzo      | Joana (Giovanna) [1466-1490] c.c/ Ludovico II de Saluzzo      | Joana (Giovanna) [1466-1490] c.c/ Ludovico II de Saluzzo        | Joana (Giovanna) [1466-1490] c.c/ Ludovico II de Saluzzo        |                                                                  |                                                                  | Branca (Bianca) [1472-1519] c.c/ Carlos I de Saboia              | Branca (Bianca) [1472-1519] c.c/ Carlos I de Saboia              | Branca (Bianca) [1472-1519] c.c/ Carlos I de Saboia              | Branca (Bianca) [1472-1519] c.c/ Carlos I de Saboia              | Branca (Bianca) [1472-1519] c.c/ Carlos I de Saboia    | Branca (Bianca) [1472-1519] c.c/ Carlos I de Saboia    |                                                                        |                                                                        | Guilherme IX (Guglielmo) (1486-1518) Marquês de Monferrato             | Guilherme IX (Guglielmo) (1486-1518) Marquês de Monferrato             | Guilherme IX (Guglielmo) (1486-1518) Marquês de Monferrato             | Guilherme IX (Guglielmo) (1486-1518) Marquês de Monferrato             | Guilherme IX (Guglielmo) (1486-1518) Marquês de Monferrato          | Guilherme IX (Guglielmo) (1486-1518) Marquês de Monferrato          |  |  | João Jorge (Giovanni Giorgio) [1488-1533] Marquês de Monferrato (último varão Paleólogo) | João Jorge (Giovanni Giorgio) [1488-1533] Marquês de Monferrato (último varão Paleólogo) | João Jorge (Giovanni Giorgio) [1488-1533] Marquês de Monferrato (último varão Paleólogo) | João Jorge (Giovanni Giorgio) [1488-1533] Marquês de Monferrato (último varão Paleólogo) | João Jorge (Giovanni Giorgio) [1488-1533] Marquês de Monferrato (último varão Paleólogo) | João Jorge (Giovanni Giorgio) [1488-1533] Marquês de Monferrato (último varão Paleólogo) |  |  |  |  |  |  |  |  |  |  |  |  |  |  |  |  |  |  |  |  |  |  |  |  |  |  |
|                                                   |                                                   | Cipião (Scipione) [1463-1485] filho ilegítimo (assassinado) | Cipião (Scipione) [1463-1485] filho ilegítimo (assassinado) | Cipião (Scipione) [1463-1485] filho ilegítimo (assassinado) | Cipião (Scipione) [1463-1485] filho ilegítimo (assassinado) | Cipião (Scipione) [1463-1485] filho ilegítimo (assassinado) | Cipião (Scipione) [1463-1485] filho ilegítimo (assassinado) |                                                         |                                                         | Joana (Giovanna) [1466-1490] c.c/ Ludovico II de Saluzzo | Joana (Giovanna) [1466-1490] c.c/ Ludovico II de Saluzzo | Joana (Giovanna) [1466-1490] c.c/ Ludovico II de Saluzzo      | Joana (Giovanna) [1466-1490] c.c/ Ludovico II de Saluzzo      | Joana (Giovanna) [1466-1490] c.c/ Ludovico II de Saluzzo        | Joana (Giovanna) [1466-1490] c.c/ Ludovico II de Saluzzo        |                                                                  |                                                                  | Branca (Bianca) [1472-1519] c.c/ Carlos I de Saboia              | Branca (Bianca) [1472-1519] c.c/ Carlos I de Saboia              | Branca (Bianca) [1472-1519] c.c/ Carlos I de Saboia              | Branca (Bianca) [1472-1519] c.c/ Carlos I de Saboia              | Branca (Bianca) [1472-1519] c.c/ Carlos I de Saboia    | Branca (Bianca) [1472-1519] c.c/ Carlos I de Saboia    |                                                                        |                                                                        | Guilherme IX (Guglielmo) (1486-1518) Marquês de Monferrato             | Guilherme IX (Guglielmo) (1486-1518) Marquês de Monferrato             | Guilherme IX (Guglielmo) (1486-1518) Marquês de Monferrato             | Guilherme IX (Guglielmo) (1486-1518) Marquês de Monferrato             | Guilherme IX (Guglielmo) (1486-1518) Marquês de Monferrato          | Guilherme IX (Guglielmo) (1486-1518) Marquês de Monferrato          |  |  | João Jorge (Giovanni Giorgio) [1488-1533] Marquês de Monferrato (último varão Paleólogo) | João Jorge (Giovanni Giorgio) [1488-1533] Marquês de Monferrato (último varão Paleólogo) | João Jorge (Giovanni Giorgio) [1488-1533] Marquês de Monferrato (último varão Paleólogo) | João Jorge (Giovanni Giorgio) [1488-1533] Marquês de Monferrato (último varão Paleólogo) | João Jorge (Giovanni Giorgio) [1488-1533] Marquês de Monferrato (último varão Paleólogo) | João Jorge (Giovanni Giorgio) [1488-1533] Marquês de Monferrato (último varão Paleólogo) |  |  |  |  |  |  |  |  |  |  |  |  |  |  |  |  |  |  |  |  |  |  |  |  |  |  |
|                                                   |                                                   |                                                             |                                                             |                                                             |                                                             |                                                             |                                                             |                                                         |                                                         |                                                          |                                                          |                                                               |                                                               |                                                                 |                                                                 |                                                                  |                                                                  |                                                                  |                                                                  |                                                                  |                                                                  |                                                        |                                                        |                                                                        |                                                                        |                                                                        |                                                                        |                                                                        |                                                                        |                                                                     |                                                                     |  |  |                                                                                          |                                                                                          |                                                                                          |                                                                                          |                                                                                          |                                                                                          |  |  |  |  |  |  |  |  |  |  |  |  |  |  |  |  |  |  |  |  |  |  |  |  |  |  |
|                                                   |                                                   |                                                             |                                                             |                                                             |                                                             |                                                             |                                                             |                                                         |                                                         |                                                          |                                                          |                                                               |                                                               |                                                                 |                                                                 |                                                                  |                                                                  |                                                                  |                                                                  |                                                                  |                                                                  |                                                        |                                                        |                                                                        |                                                                        |                                                                        |                                                                        |                                                                        |                                                                        |                                                                     |                                                                     |  |  |                                                                                          |                                                                                          |                                                                                          |                                                                                          |                                                                                          |                                                                                          |  |  |  |  |  |  |  |  |  |  |  |  |  |  |  |  |  |  |  |  |  |  |  |  |  |  |
|                                                   |                                                   |                                                             |                                                             |                                                             |                                                             |                                                             |                                                             |                                                         |                                                         | Maria Paleóloga (Maria) [1509-1530]                      | Maria Paleóloga (Maria) [1509-1530]                      | Maria Paleóloga (Maria) [1509-1530]                           | Maria Paleóloga (Maria) [1509-1530]                           | Maria Paleóloga (Maria) [1509-1530]                             | Maria Paleóloga (Maria) [1509-1530]                             |                                                                  |                                                                  | Frederico II Gonzaga [1500-1540] Duque de Mântua                 | Frederico II Gonzaga [1500-1540] Duque de Mântua                 | Frederico II Gonzaga [1500-1540] Duque de Mântua                 | Frederico II Gonzaga [1500-1540] Duque de Mântua                 | Frederico II Gonzaga [1500-1540] Duque de Mântua       | Frederico II Gonzaga [1500-1540] Duque de Mântua       |                                                                        |                                                                        | Margarida Paleóloga (Margherita) [1510-1566] Marquesa de Monferrato    | Margarida Paleóloga (Margherita) [1510-1566] Marquesa de Monferrato    | Margarida Paleóloga (Margherita) [1510-1566] Marquesa de Monferrato    | Margarida Paleóloga (Margherita) [1510-1566] Marquesa de Monferrato    | Margarida Paleóloga (Margherita) [1510-1566] Marquesa de Monferrato | Margarida Paleóloga (Margherita) [1510-1566] Marquesa de Monferrato |  |  | Bonifácio IV (Bonifacio) [1512-1530] Marquês de Monferrato (sem descendência)            | Bonifácio IV (Bonifacio) [1512-1530] Marquês de Monferrato (sem descendência)            | Bonifácio IV (Bonifacio) [1512-1530] Marquês de Monferrato (sem descendência)            | Bonifácio IV (Bonifacio) [1512-1530] Marquês de Monferrato (sem descendência)            | Bonifácio IV (Bonifacio) [1512-1530] Marquês de Monferrato (sem descendência)            | Bonifácio IV (Bonifacio) [1512-1530] Marquês de Monferrato (sem descendência)            |  |  |  |  |  |  |  |  |  |  |  |  |  |  |  |  |  |  |  |  |  |  |  |  |  |  |
|                                                   |                                                   |                                                             |                                                             |                                                             |                                                             |                                                             |                                                             |                                                         |                                                         | Maria Paleóloga (Maria) [1509-1530]                      | Maria Paleóloga (Maria) [1509-1530]                      | Maria Paleóloga (Maria) [1509-1530]                           | Maria Paleóloga (Maria) [1509-1530]                           | Maria Paleóloga (Maria) [1509-1530]                             | Maria Paleóloga (Maria) [1509-1530]                             |                                                                  |                                                                  | Frederico II Gonzaga [1500-1540] Duque de Mântua                 | Frederico II Gonzaga [1500-1540] Duque de Mântua                 | Frederico II Gonzaga [1500-1540] Duque de Mântua                 | Frederico II Gonzaga [1500-1540] Duque de Mântua                 | Frederico II Gonzaga [1500-1540] Duque de Mântua       | Frederico II Gonzaga [1500-1540] Duque de Mântua       |                                                                        |                                                                        | Margarida Paleóloga (Margherita) [1510-1566] Marquesa de Monferrato    | Margarida Paleóloga (Margherita) [1510-1566] Marquesa de Monferrato    | Margarida Paleóloga (Margherita) [1510-1566] Marquesa de Monferrato    | Margarida Paleóloga (Margherita) [1510-1566] Marquesa de Monferrato    | Margarida Paleóloga (Margherita) [1510-1566] Marquesa de Monferrato | Margarida Paleóloga (Margherita) [1510-1566] Marquesa de Monferrato |  |  | Bonifácio IV (Bonifacio) [1512-1530] Marquês de Monferrato (sem descendência)            | Bonifácio IV (Bonifacio) [1512-1530] Marquês de Monferrato (sem descendência)            | Bonifácio IV (Bonifacio) [1512-1530] Marquês de Monferrato (sem descendência)            | Bonifácio IV (Bonifacio) [1512-1530] Marquês de Monferrato (sem descendência)            | Bonifácio IV (Bonifacio) [1512-1530] Marquês de Monferrato (sem descendência)            | Bonifácio IV (Bonifacio) [1512-1530] Marquês de Monferrato (sem descendência)            |  |  |  |  |  |  |  |  |  |  |  |  |  |  |  |  |  |  |  |  |  |  |  |  |  |  |
|                                                   |                                                   |                                                             |                                                             |                                                             |                                                             |                                                             |                                                             |                                                         |                                                         |                                                          |                                                          |                                                               |                                                               |                                                                 |                                                                 |                                                                  |                                                                  |                                                                  |                                                                  |                                                                  |                                                                  |                                                        |                                                        |                                                                        |                                                                        |                                                                        |                                                                        |                                                                        |                                                                        |                                                                     |                                                                     |  |  |                                                                                          |                                                                                          |                                                                                          |                                                                                          |                                                                                          |                                                                                          |  |  |  |  |  |  |  |  |  |  |  |  |  |  |  |  |  |  |  |  |  |  |  |  |  |  |
|                                                   |                                                   |                                                             |                                                             |                                                             |                                                             |                                                             |                                                             |                                                         |                                                         |                                                          |                                                          |                                                               |                                                               |                                                                 |                                                                 |                                                                  |                                                                  |                                                                  |                                                                  |                                                                  |                                                                  | família Gonzaga Duques de Mântua e Monferrato          |                                                        |                                                                        |                                                                        |                                                                        |                                                                        |                                                                        |                                                                        |                                                                     |                                                                     |  |  |                                                                                          |                                                                                          |                                                                                          |                                                                                          |                                                                                          |                                                                                          |  |  |  |  |  |  |  |  |  |  |  |  |  |  |  |  |  |  |  |  |  |  |  |  |  |  |